# Leuchttürme Roja
Die Leuchttürme Roja (lettisch Rojas bākas) befinden sich im Hafen von Roja (deutsch Rojen) am Golf von Riga, Lettland. Das eigentliche Leuchtfeuer befindet sich auf einem Stahlgittermast mit großer Reichweite der drei schmalen Farbsektoren, die in die Hafeneinfahrt zwischen den Molen weisen. Es ist ein gewöhnlicher Turm der Sowjetzeit, der einen alten Turm ersetzte, über den es keine verlässlichen Informationen gibt. Vermutlich entstand er zur gleichen Zeit wie die Molenfeuer. Die noch bestehende alte Molenbefeuerung wurde inzwischen restauriert.
| Leuchtfeuer | Leuchtfeuer                  | Koordinaten                      | Baujahre             | Kennung              | Reichweite           | Höhe                 | Feuerhöhe            | UKHO #, LV #         |
| --- | ---------------------------- | -------------------------------- | -------------------- | -------------------- | -------------------- | -------------------- | -------------------- | -------------------- |
| | Leuchtfeuermast              | siehe Infobox rechts             | siehe Infobox rechts | siehe Infobox rechts | siehe Infobox rechts | siehe Infobox rechts | siehe Infobox rechts | siehe Infobox rechts |
| | Molenfeuer Backbord (rot)    | 57° 30′ 37,1″ N, 22° 48′ 49,8″ O | 1932, 1972           | Fl.R.3s 00.5+(02.5)  | 2 sm (3,7 km)        | 3 m                  | 6 m                  | C3489.4 397          |
| Bild gesucht Die Wikipedia wünscht sich an dieser Stelle ein Bild vom Ort mit diesen Koordinaten 57.508 22.813 . Motiv: Roja Molenfeuer und Mast Falls du dabei helfen möchtest, erklärt die Anleitung , wie das geht. BW | Molenfeuer Steuerbord (grün) | 57° 30′ 39,5″ N, 22° 48′ 44,1″ O | 1932, 1972           | Fl.G.3s 00.5+(02.5)  | 2 sm (3,7 km)        | 3 m                  | 6 m                  | C3489.3 396          |

Auf der zwölften Briefmarke der Leuchtturmserie hat die Lettische Post den alten Leuchtturm von Roja abgebildet.